# ایستگاه راه‌آهن پودگوریتسا
ایستگاه راه‌آهن پودگوریتسا (انگلیسی: Podgorica railway station) یک ایستگاه راه‌آهن در شهر پودگوریتسا، مونته‌نگرو است.
این ایستگاه که در سال ۱۹۲۷ تأسیس به راه‌آهن سراسری کشور مونته‌نگرو متصل است.

## نگارخانه

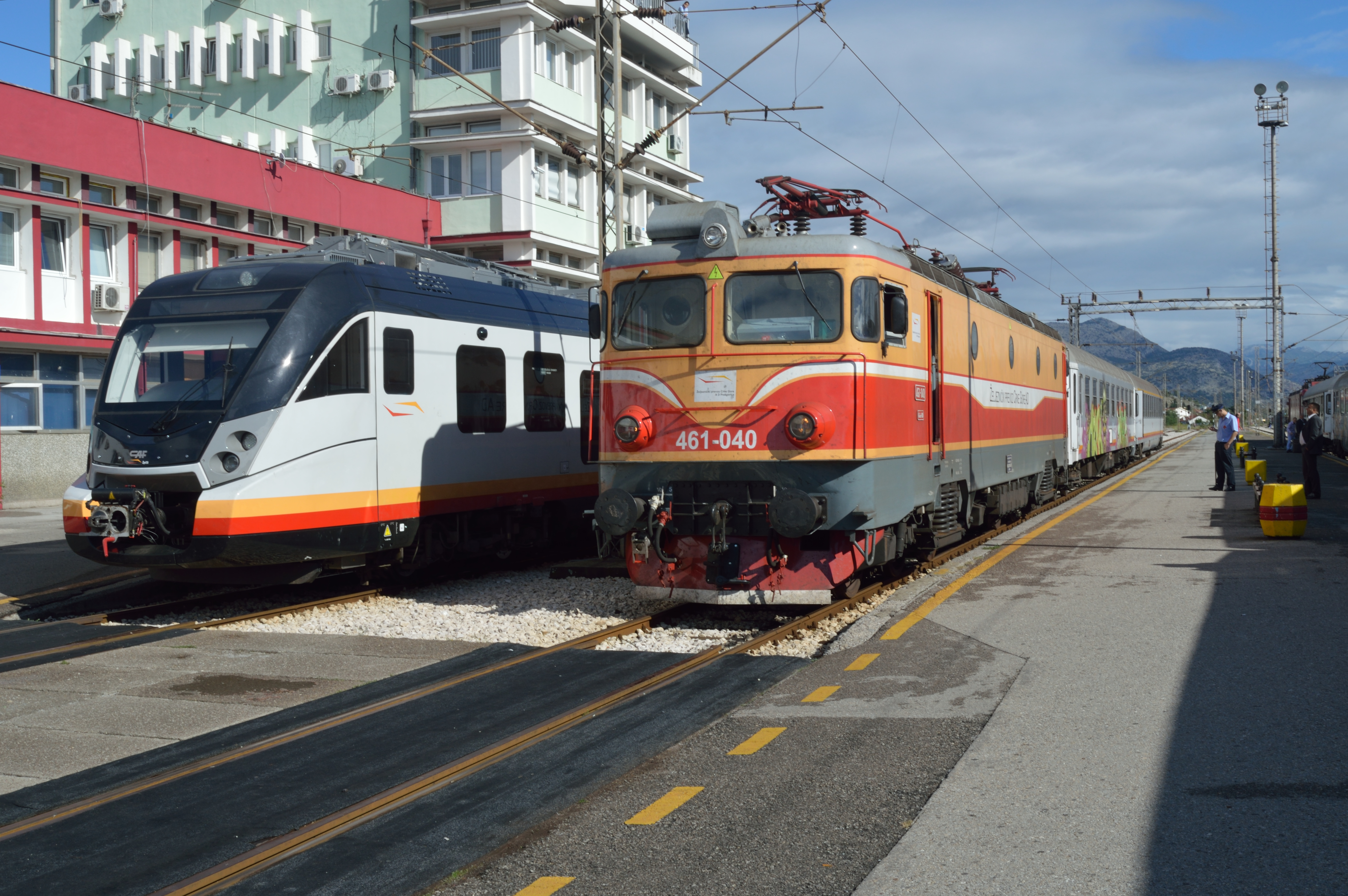
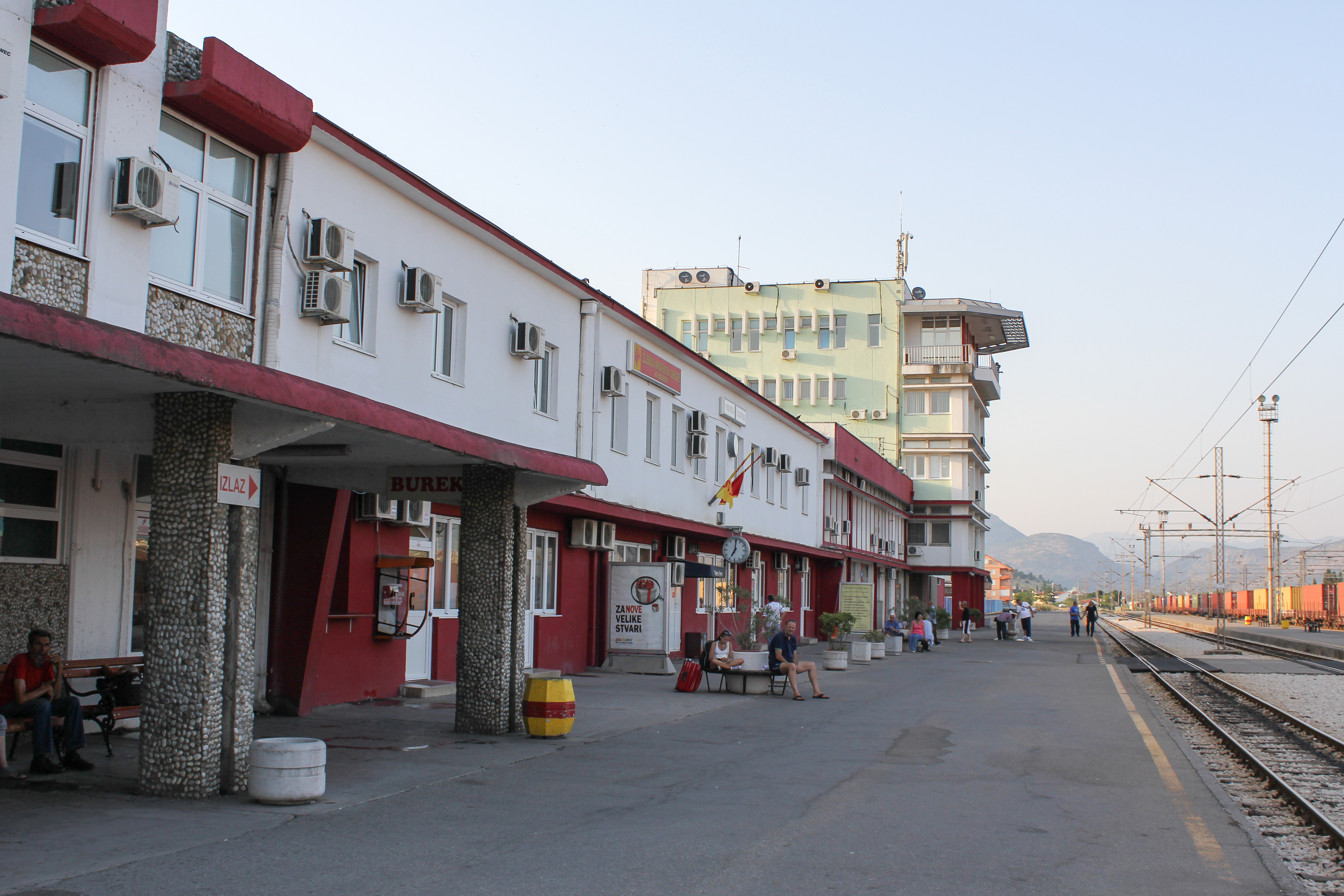
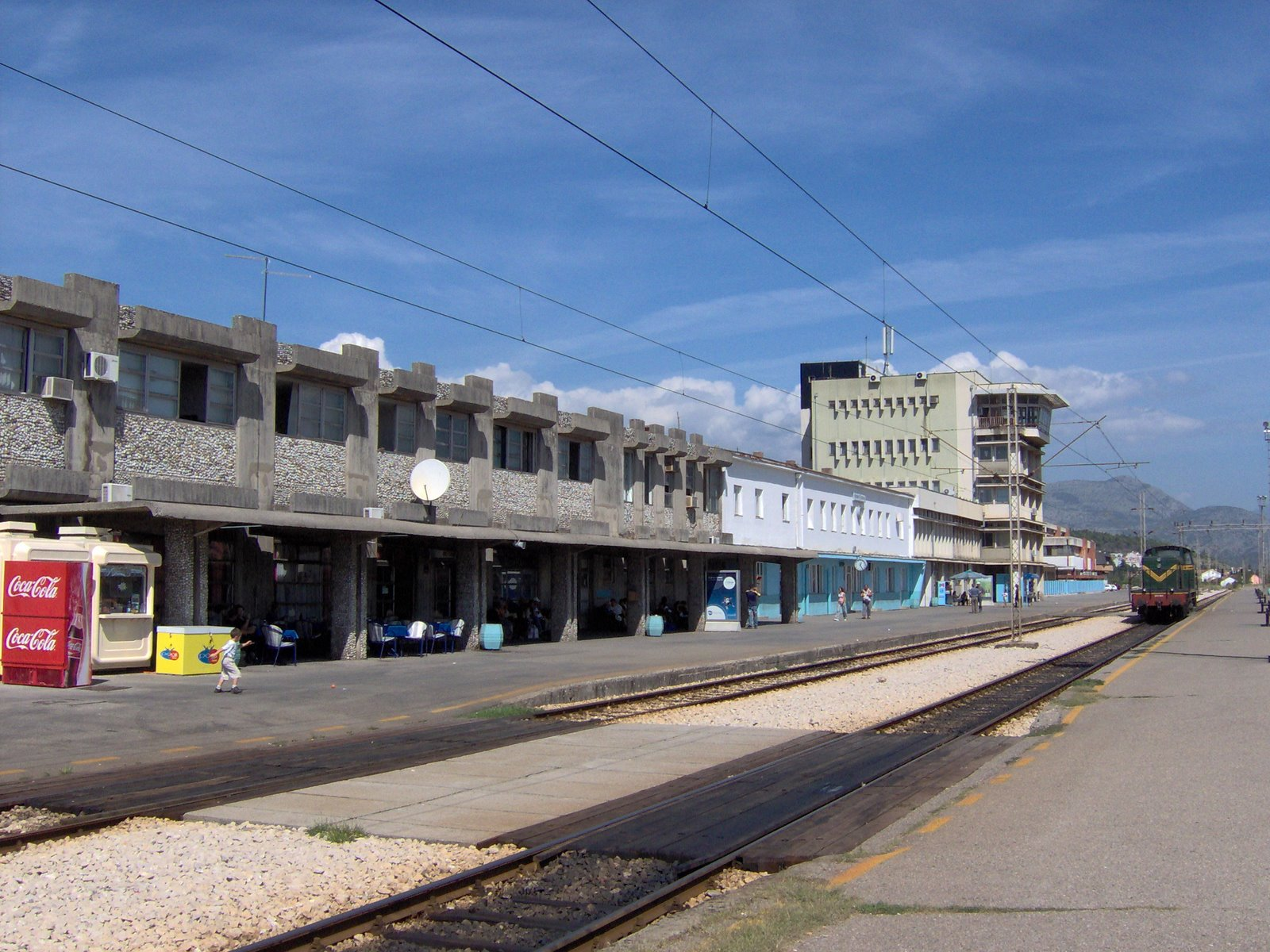